# Albula argentea
Albula argentea е вид лъчеперка от семейство Albulidae.

## Разпространение и местообитание
Видът е разпространен в Австралия, Индонезия, Мадагаскар, Нова Каледония, Папуа Нова Гвинея, Провинции в КНР, САЩ (Хавайски острови), Тайван, Фиджи, Филипини, Френска Полинезия, Шри Ланка и Япония.
Обитава тропически води, океани, морета и рифове. Среща се на дълбочина от 2 до 90 m.

## Описание
На дължина достигат до 70 cm.